# كبريتات الباريوم المعلقة
كبريتات الباريوم المعلقة غالباً ما تُسمى بصيغتها البسيطة الباريوم، هِي عامِل التباين المُستخدمة في الأشعة السينية.. على وجه التَّحديد يَتم استخدامها في التصوير الشعاعي للجهاز الهضمي (المريء والمعدة والأمعاء) عَلى الأشعة السينية البَسيطة «العادية» أو التصوير المقطعي المحوسب. تؤخذ عن طريق الفم أوإعطاءه مستقيماً.
تشمل الآثار الجانبية الإمساك، والإسهال، والتهاب الزائدة الدودية، وإذا تم استنشاقها فإنها تسبب التهاب الرئتين. لا ينصح بها للأشخاص الذين يعانون من ثقب معدي معوي أو انسداد الأمعاء.الحساسية نادرة الحدوث. أما بالنسبة لاستخدام الباريوم خلال فترة الحمل فهو آمن للطفل، لكن قد تؤدي الأشعة السينية إلى بعض الضرر. وعادة ما يتم تعليق كبريتات الباريوم عن طريق خلط مسحوق كبريتات الباريوم بالماء. وهي تعتبر مادة مظللة.
عرفت كبريتات الباريوم منذ العصور الوسطى. ودخلت حيز الاستخدام الطبي في الولايات المتحدة بحلول عام 1910. وهي مدرجة في قائمة الأدوية الأساسية النموذجية لمنظمة الصحة العالمية، الأدوية الأكثر فعالية وأمنا في نظام الرعاية الصحية. تكلفة الجملة منها في العالم النامي حوالي 37.80 إلى 79.33 دولار للكيلوغرام الواحد. على عكس الولايات المتحدة، فإن العلاج ليس مكلفاً للغاية. بعض النسخ منه تحتوي على نكهات في محاولة لجعل طعمها أفضل.

## الاستخدامات الطبية
يتم تزويد كبريتات الباريوم المعلقة من أخصائي الأشعة قبل أوأثناء التصوير المقطعي المحوسب أوالكشف الفلوري للسماح للتصوير المقطعي المحسوب بإعطاء نتائج أفضل عن الجهاز الهضمي. ويطلب من المريض أن يتوقف عن التغذية عن طريق الفم، وهو ما يعني الامتناع عن الطعام والشراب (الصوم)، باستثناء شرب كبريتات الباريوم المعلقة. واعتماداً على التعليمات التي تقدمها منشأة التصوير وحسب المنطقة المراد مسحها في الجسم، ولكن تستمر بالعادة لعدة ساعات قبل الفحص. ويتم اعطاء المريض وجبة واحدة، إلى جانب الامتناع عن جميع السوائل.
يبدأ استهلاك كبريتات الباريوم المعلقة من 90 دقيقة إلى ساعتين قبل الفحص المقطعي الفلوري، كما هو موضح في تعليمات المريض المقدمة. لالباريوم السنونو أوديسفاجيغرام يستهلك الباريوم فيهما بعد أن تبدأ الدراسة، لمعرفة ما إذا كان المريض لديه صعوبات في البلع أوالمضغ. وقبل ساعتين من إجراء الفحص، يسير الاستهلاك بخطى سريعة، مع وجود مستويات تشير إلى مقدار استهلاكها بين كل ساعتين قبل الاختبار. ويتم حجز جزء صغير من المستعلق للدقائق الأولى قبل الاختبار، للتأكد من أكبر قدر يمكن للجهاز الهضمي استيعابه.
بعد اكتمال الفحص، يتم تشجيع المريض على تناول الطعام والشراب بشكل طبيعي، مع إبداء الاهتمام الخاص للكثير من السوائل. تفرز كبريتات الباريوم من خلال التبرز، حيث يساعد تناول السوائل على منع الإمساك، وهو تأثير جانبي محتمل (انظر مكتبة جونز هوبكنز الطبية للصحة للحصول على مثال لورقة تعليمات المريض المحتملة في هذه الحالة).

## الآثار الجانبية
بعض المرضى الذين يعانون من الحساسية أوحساسية المعدة قد تختار لهم بدائل لكبريتات الباريوم المعلقة مع أخصائي الأشعة، ولكن معظم المرضى يجدون أن الآثار الجانبية مزعجة أكثر من كونها مشكلة خطيرة وتحتاج إلى حل.
من بين الآثار الجانبية المحتملة هي الغثيان والإسهال، والتي قد تبدأ بعد 15 دقيقة من بدء الاستهلاك، ويمكن أن تستمر بعد اكتمال الاختبار. الآثار الجانبية الأخرى قد تشمل الشعور بالضعف، والرنين في الأذنين، والإمساك والتقيؤ.
يمكن تشجيع المرضى بشدة على تجنب التقيؤ من خلال طرد كمية كبيرة من المستعلق، والذي قد يلغى تأثيره على التصوير المقطعي المحوسب من خلال النتائج غير القابلة للاستعمال، مما يتطلب إعادة الاختبار.
كما هو الحال مع معظم الأدوية، إذا كان هناك أي آثار جانبية خطيرة يتم تشجيع المريض على الاتصال بطبيب أو مركز مراقبة على الفور.

## الطعم والملمس
يوصف أحياناً بأن كبريتات الباريوم المعلّقة وخاصة إذا اخذت عن طريق الفم بأنها تشبه الميلك شيك، أو اللبن الرقيق جداً. بعض المرضى تصف الملمس بالسائل الطباشيري، على غرار كربونات الكالسيوم التي تحتوي على مضادات الحموضة السائلة مع طعم طبي طفيف. الدكتور روسكو ميلر في مقالته «نكهة كبريتات الباريوم»، لاحظ أن التذوق يختلف من شخص لآخر، وتحمل المريض للدواء يختلف أيضاً.
المستعلق عادة ما يكون متجانساً على نحو سلس وأبيض اللون. عندما يتم تخزين المستعلق في درجة حرارة الغرفة (25 درجة مئوية) «دافئ، ميلك شيك» هو وصف مشترك للوزن العام والملمس. أما إذا كان الاختبار يتطلب التعليق بسرعة من خلال الجهاز الهضمي قد تعطى الوصف بارداً.
العديد من التحضيرات والنكهات أضيفت لكبريتات الباريوم لجعلها أسهل في التحمل لأن نكهته الأساسية غير مرضية بشكل عام. النكهات الاصطناعية تختلف في التحضير، وتشمل الفانيليا والموز والأناناس والليمون والكرز، وبسبب سهولة الاختبار الفعلي غالباً ما يعتبر الاستهلاك لمدة ساعتين من كبريتات الباريوم المعلقة أسوأ جزء من الأشعة المقطعية.